# Zastava Republike Srpske
Zastava Republike Srpske je tradicionalna crveno-plavo-bijela trobojnica koja se rabi kao zastava jednog od entiteta u Bosni i Hercegovini. Počela se primjenjivati 9. siječnja 1992. godine. Svojim je izgledom slična narodnoj zastavi Srbije, od koje se razlikuje bojom i omjerom. U Republici Srpskoj je uobičajeno vidjeti različite inačice zastave, pa i u službenim prigodama trobojnice na koje je dodan neki amblem, križ s četiri ocila, grbom i sličnim simbolima.
Odlukom Ustavnog suda Bosne i Hercegovine od 31. ožujka 2006. godine zastava Republike Srpske nije proglašena neustavnim simbolom jer sadrži panslavenske boje koje, osim Srba, simboliziraju i ostala dva konstitutivna naroda ovoga bosanskohercegovačkog entiteta.